# 清水比庵
清水 比庵（しみず ひあん、1883年（明治16年）2月8日 - 1975年（昭和50年）10月24日）は、日本の歌人、書家、画家、政治家。本名は清水秀（しみず ひで）。号は他に匕舟、比舟、比安。質素な生活ぶり、岡山にゆかりがあること、歌人・書家という活動分野から、晩年は「今良寛」と呼ばれた。

## 経歴

### 生い立ち
岡山県上房郡高梁町（現・高梁市弓之町）に清水質（ただし）と妻・すへの長男として生まれる。旧制高梁中学校（現・岡山県立高梁高等学校）、第六高等学校（現・岡山大学）を経て、1908年（明治41年）京都帝国大学（現・京都大学）法学部を卒業。中学から大学まで同級生だった友人に神社柳吉がいる。司法官として神戸地方裁判所へ勤務。翌1909年4月に笹田ツルと結婚し、その後、退官し安田銀行に入行。翌年、長女明子(はるこ)誕生する。1927年（昭和2年）に古河電気工業会社に勤務。翌1928年に日光精錬所に勤める。処女歌集『夕暮』を「清水匕舟」の名で刊行する。1929年に歌誌『二荒』を創刊、主宰となる。

### 日光町長時代
1930年要請を受け栃木県上都賀郡日光町（現・日光市）の町長となり、町長在任中、町役場への観光課の新設や、観光常設委員による全国宣伝、温泉源の開発など、現在につながる観光行政の基礎を築き上げ、日光が国立公園に指定されたのも比庵が町長であった時期だった。1935年に、萩原朔太郎、岡本かの子、中河与一等を中禅寺湖畔に招き「慈悲心鳥を聴く会」を主催し、「歌人町長」と呼ばれた。この年、号を「比庵」に改める。1939年に部下の不祥事により町長を引責辞任、退職金も返還し、千葉県市川市に移る。後は、愛郷心が厚く、度々高梁へ帰郷して後輩を激励した。歌誌『二荒』が友誌の『下野短歌』に合併、その主宰となる。町長辞職後は和歌、書などの創作活動に専念する。

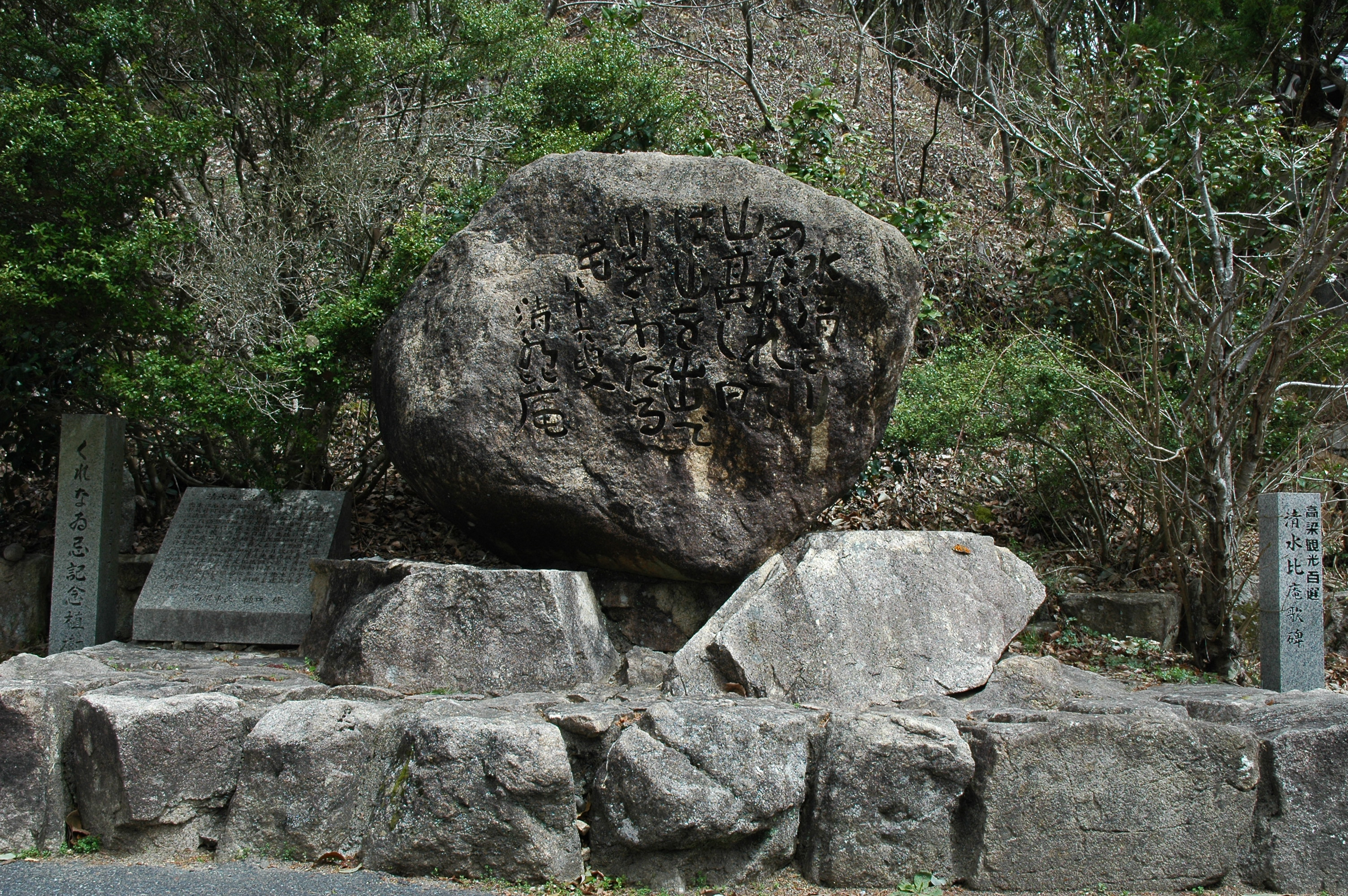
比庵歌碑（備中松山城）

戦後になると、1958年に日光市名誉市民となる。1966年宮中歌会始の召人となる。この時の御題は「声」であった。比庵は次の歌を詠進した。
「ほのぼのと　むらさき匂う　朝ぼらけ　うぐひすの声　山よりきこゆ」
1968年に地方の歌誌であった『下野短歌』が全国的規模に発展し『窓日』と改称、その主宰となる。1971年に高梁市名誉市民となる。1975年に東京にて逝去。享年92。墓所は岡山県笠岡市の威徳寺。
銀行員時代に、庶民の暮らしや風俗を絵手紙にして同僚に頻繁に送ったことから『絵手紙の元祖』とも称されている。

### 死後
1997年に開館した高梁市文化交流館に「比庵歌境の間」が設けられ、長女明子より寄贈を受けた数多くの作品が所蔵されている。1999年、高梁に故人を偲んで比庵会が発足した。

## 著書
- 『比庵』桑田笹舟 編、一楽書芸院, 1962.6
- 『比庵 歌・書・画』求龍堂, 1968
- 『野水帖 歌・書・画』清水三溪, 1970.4
- 『比庵いろは帖』求龍堂, 1972
- 『比庵晴れ』求龍堂, 1973
- 『清水比庵作品集』河北倫明編、朝日新聞社, 1978.10
- 『比庵百華』同 刊行委員会 編・発行, 1988.8
- 『山高し 窓日六十五周年記念』窓日叢書・窓日短歌会, 1994.2
- 『毎日佳境 清水比庵・窓日彫拓本集』濱崎道子 編、岩崎芸術社, 1997.5
- 『前川佐美雄 清水比庵 近代浪漫派文庫39』新学社, 2007.2
- 『現代の歌聖 清水比庵』日本文教出版・岡山文庫, 2013.10。笠岡市立竹喬美術館・石井編集事務所書肆亥工房 編
- 『清水比庵 没後四十年 温かき歌人のまなざし』遠山記念館 編・発行, 2015.3

## 顕彰施設
- 高梁総合文化会館 清水比庵記念室